# Izotermický děj
Izotermický děj je termodynamický děj, při kterém se nemění teplota {\displaystyle T} termodynamické soustavy. Při izotermickém ději je tedy {\displaystyle T={\mbox{konst}}}, tedy {\displaystyle \mathrm {d} T=0}.

## Ideální plyn
Pro izotermický děj lze ze stavové rovnice odvodit Boyleův–Mariottův zákon:
{\displaystyle pV={\mbox{konst}}},
kde {\displaystyle p} je tlak plynu a {\displaystyle V} je jeho objem. Při izotermickém ději je tedy součin tlaku plynu {\displaystyle p} a jeho objemu {\displaystyle V} konstantní.

## Izoterma

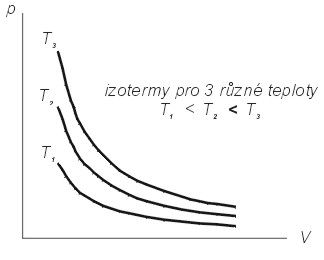
Izotermy.

Závislost tlaku na objemu při izotermickém ději je v p-V diagramu vyjádřena křivkou označovanou jako izoterma, která má tvar rovnoosé hyperboly.

## Vlastnosti
Poněvadž se při izotermickém ději nemění teplota, nemění se ani vnitřní energie soustavy. Podle prvního termodynamického zákona pak musí platit
{\displaystyle \delta Q=p\mathrm {d} V}
Při izotermickém rozpínání (expanzi) , tzn. {\displaystyle \mathrm {d} V>0}, je práce vykonaná plynem (tzn. {\displaystyle p\mathrm {d} V>0}) plně uhrazena dodaným teplem ({\displaystyle \delta Q>0}), neboť v opačném případě by se plyn ochlazoval, což by bylo v rozporu s předpokladem o konstantní teplotě izotermického děje. Při izotermickém stlačování (kompresi) je práce plynu odváděna z plynu ve formě tepla, jinak by se plyn ohříval. Celková změna práce se tedy rovná záporně vzatému teplu a naopak, tzn.
{\displaystyle \delta Q=-\delta W}
Dosazením stavové rovnice ideálního plynu lze po integraci pro práci získat vztah
{\displaystyle W=-\int _{V_{1}}^{V_{2}}p\mathrm {d} V=-nRT\int _{V_{1}}^{V_{2}}{\frac {\mathrm {d} V}{V}}=-nRT\ln {\frac {V_{2}}{V_{1}}}},
kde {\displaystyle V_{1},V_{2}} označuje počáteční a konečný objem plynu, {\displaystyle n} je látkové množství, {\displaystyle T} je termodynamická teplota plynu a {\displaystyle R} je molární plynová konstanta.
Pomocí Boylova–Mariottova zákona je možné tento vztah přepsat do tvaru
{\displaystyle W=-Q=-nRT\ln {\frac {V_{2}}{V_{1}}}=-nRT\ln {\frac {p_{1}}{p_{2}}}},
kde {\displaystyle p_{1},p_{2}} je počáteční a konečný tlak plynu.
Podle první věty termodynamiky {\displaystyle \mathrm {d} U=\delta Q+\delta W\,}, vyplývá z rovnosti práce a záporně vzatého tepla, tzn. {\displaystyle \delta Q=-\delta W}, že při izotermickém ději nedochází ke změně vnitřní energie soustavy {\displaystyle U}, tedy
{\displaystyle \mathrm {d} U=0}
Pro změnu entropie při izotermickém ději lze získat vztah
{\displaystyle \Delta S=\int _{1}^{2}{\frac {\delta Q}{T}}=nR\int _{V_{1}}^{V_{2}}{\frac {\mathrm {d} V}{V}}=nR\ln {\frac {V_{2}}{V_{1}}}=nR\ln {\frac {p_{1}}{p_{2}}}}
Důležitou podmínkou izotermického děje je dokonalá výměna tepla. Takovouto dokonalou výměnu tepla však v praxi nelze zajistit, podobně jako nelze zajistit dokonalou tepelnou izolaci systému v případě adiabatických dějů. Reálné děje nejsou tedy ani přesně izotermické, ani přesně adiabatické, ale probíhají někde mezi těmito hraničními případy. Takové děje se nazývají polytropické.